# اللغة الأراغونية

اللغات في أرغون (اللغة الأرغونية باللون الأحمر)

اللغة الأرغونية (Aragonés) هي لغة رومانسية يستخدمها أكثر من 11,000  شخص في الأودية القريبة من نهر أرغون وريباغورزا في أرغون، إسبانيا. وتعرف اللغة باسم «فابلا» (fabla) بمعنى «كلام» على نحو عامي، وهي لغة هندوأوروبية إيطاليكية.

## المتحدثون باللغة
يتحدث اللغة الأرغونية أكثر من 11.000 شخص، كما يستخدمها 20.000 كلغة ثانية. أغلب المتحدثين يستخدمون الأرغونية الشرقية. يوجدون في منطقة أرغون الذاتية الحكم، إسبانيا، وكذلك في سرقسطة. حدودها الشمالية هي جبال البرانس، وحدودها الغربية هي منطقة نافارا الذاتية الحكم.

## اللهجات
- الأرغونية الغربية (Ansotano, Cheso)
- الأرغونية الوسطى (Belsetán, Chistabino, Tensino, Pandicuto, Bergotés)
- الأرغونية الشرقية (Benasqués, Grausino, Ribagorzano, Fobano, Chistabino)
- الأرغونية الجنوبية (Ayerbense, Semontanés)

## وصلات خارجية
- (بالإنجليزية) قاموس Webster (أراغوني - إنجليزي)